# Bus Kati
Bus Katalin (Budapest, 1945. január 30. – 2009. november) magyar színésznő.

## Életpályája
1966-ban lépett először kamera elé. 1966–1970 között a Színház- és Filmművészeti Főiskola hallgatója volt Várkonyi Zoltán osztályában. 1969-ben a DEFA szerződtette Konrad Petzold egyik filmje hősnőjéül. 1970-ben Pécsi Nemzeti Színházhoz szerződött. 1972–1989 között a Vidám Színpad tagja, 1989-től szabadfoglalkozású színésznő volt.
Legjelentősebb alakítása Gyöngyössy Imre Virágvasárnap című filmjének női főszerepe. Fellépett a televízióban, az Ódry Színpadon és a Nemzeti Színházban is. Murray Schisgall Gépírók című színdarabjában Sylvia figuráját személyesítette meg nagy sikerrel.

## Színházi szerepei
A Színházi Adattárban regisztrált bemutatóinak száma: Bus Katalinként: 5; Bús Katalinként: 3; Bus Katiként: 17; Bús Katiként: 19.

### Bus Katalinként
- Shakespeare: Athéni Timon....Phrynia
- Shakespeare: Szentivánéji álom....Puck/Robin pajtás
- Deval: A potyautas....Barbara
- John Whiting: Ördögök....Lujza nővér
- Illyés Gyula: Bölcsek a fán....Maya

### Bús Katalinként
- Madách Imre: Az ember tragédiája....Virágáruslány; Második népbeli; Harmadik boszorkány
- Móricz Zsigmond: Légy jó mindhalálig....Sanyika

### Bus Katiként
- Szép Ernő: Azra....Habab
- Szép Ernő: Vőlegény....Mariska
- Anton Csehov: Három nővér....Irina
- Tennessee Williams: Tetovált rózsa....Rosa
- Luigi Pirandello: Hat szerep keres egy szerzőt....I. színésznő
- Ránki György: Egy szerelem három éjszakája (musical)....Júlia
- Arthur Sullivan: Házasságszédelgő....Nyoszolyólány
- Euripidész: Trójai nők....4. trójai nő
- René de Obaldia: Vadnyugati szél....Pamel
- Makszim Gorkij: Az utolsók....Vera
- Hernádi Gyula: Falanszter....Kate
- Henderson: Diákszerelem....Connie
- Csurka István: A csirkefogó....Joli
- Rudas Gábor: Várj egy órát....Annamária
- Bárány Tamás: Több órás napsütés....Jucó
- Gay: Polly Amerikában....Lucas Lucy
- Kibédi Ervin: Önarckép variációkkal....

### Bús Kati-ként
- Shakespeare: Tévedések vígjátéka....
- Tersánszky Józsi Jenő: A kegyelmes asszony portréja....Tsitseri Borcho Lenke
- Gábor Andor: Dollárpapa....Rozál
- Svarc: A hókirálynő....Rablóleányka
- Devecseri Gábor: A meztelen istennő....
- Hart-Kaufmann: Így élni jó....Essie
- Nóti Károly: Nyitott ablak....Erzsi
- Gyárfás Miklós: Játék a csillagokkal....Hüpermnésztra
- Vaszary Gábor: Bubus....Kisasszony
- Hennequin-Veber: Elvámolt éjszaka....Ernestine
- Romhányi József: A rímfaragó....
- Kállai–Kabos: Kabos-show....
- Mózes Lajos: A győztes szolgalegények....Máli
- Gyárfás Endre: Dörmögőék csodajátéka....Dörmögő anyó
- Bringsvaerd: A hatalmas színrabló....Kutya
- Terlouw: Kiből lehet király....
- Gutierrez: Mondj egy szót...!....A mama és a kígyó
- Gyárfás Endre: Dörmögőék űrvendége....Anyó

## Filmjei
| - Aranysárkány (1966) - Harlekin és szerelmese (1967) - A beszélő köntös (1969) - Virágvasárnap (1969) - Halálos tévedés (1970) - Osceola (1971) - Die Hosen des Ritters Bredow (1973) - Hogyan kell egy szamarat etetni? (1974) - Nem élhetek muzsikaszó nélkül (1978) - Elcserélt szerelem (1983) - Napló gyermekeimnek (1984) | - Princ, a katona (1967) - A szerelem (1968) - Két nap júliusban (1968) - Víz (1969) - Só Mihály kalandjai (1970) - A kések (1970) - A nagy legény (1970) - A kazamaták titkai (1971) - A tűz balladája (1972) - Pocok, az ördögmotoros (1974) - Hungária Kávéház (1977) - Petőfi (1981) |